# یواس‌ای‌وی اسپیرهد (تی‌اس‌وی-ایکس۱)
یواس‌ای‌وی اسپیرهد (تی‌اس‌وی-ایکس۱) (به انگلیسی: USAV Spearhead (TSV-X1)) یک کشتی است که طول آن ۳۱۵ فوت (۹۶ متر) می‌باشد. این کشتی در سال ۲۰۰۲ ساخته شد.